# Forte do Caniçal
O Forte do Caniçal localizava-se na freguesia do Caniçal, concelho do Machico, na ilha da Madeira, Região Autónoma da Madeira.

## História
Foi erguido no primeiro quartel do século XVIII para defesa daquela enseada após um assalto de piratas à povoação.
Em 1758 era seu capitão João de Morais Perestrelo.